# Стрижи (Кирово-Чепецкий район)
Стрижи́ — деревня в Кирово-Чепецком районе Кировской области в составе Пасеговского сельского поселения.

## География
Расположена на расстоянии примерно 14 км на запад-юго-запад от центра поселения села Пасегово.

## История
Известна с 1802 года как починок Бочкаревской с населением 24 души мужского пола. В 1873 году в починке (Башаровский или Стрижи) дворов 11 и жителей 153, в 1905 (уже деревня Бочкаревская или Стрижи 2-е) 10 и 91, в 1926 (Стрижи 2-е или Бочкаревский 2-й) 16 и 77, в 1950 (Большие Стрижи) 43 и 28, в 1989 51 житель. Настоящее название утвердилось с 1978 года.

## Население
Постоянное население составляло 28 человек (русские 100%) в 2002 году, 24 в 2010.